# Bratz Babyz (videojuego)
Bratz Babyz es un videojuego para todos los públicos destinado especialmente para el entorno infantil desarrollado por Barking Lizards Technologies. Desde el 11 de marzo de 2006 está disponible para Game Boy Advance y Microsoft Windows. ‘‘Bratz Babyz’’ es el cuarto juego de la línea americana de juguetes Bratz y el primero del subconjunto de la línea, “Bratz Babyz”. Está disponible tanto en español como en inglés.

## Argumento
En Bratz Babyz, el jugador o jugadora toma el rol de las protagonistas Cloe, Sasha, Yasmin y Jade para embarcarse en varias aventuras basadas en distintos minijuegos, en los cuales tendrán que rescatar a la mascota Snappy de Duane, el matón más peligroso de los alrededores.

## Personajes
Personajes jugables
Cloe;
Jade;
Yasmin;
Sasha;
Nita;
Nora;
Snappy ;
La Rana de Yasmin
Personajes no jugables
Cameron;
Duane

## Mecánicas
El videojuego está dividido en varios niveles que constan de distintos juegos:
Playing Dress-Up (Jugar a los Disfraces)
El objetivo de este juego consiste en disfrazar a las cuatro Bratz Babyz con diversas ropas. Podremos escoger entre cuatro tipos distintos de prendas y escogiendo cada vez a una iremos vistiendo a las cuatro.
Runaway Stroller (Carrito a la Fuga)
Este juego contiene tres rondas. En él deberemos guiar a Nora y el carrito por el centro comercial tratando de evitar distintos obstáculos. La dificultad irá aumentando a lo largo de las tres rondas.
Free Money (Dinero Gratis)
Este juego también consta de tres rondas. Aquí deberemos atrapar las monedas que caen de la parte superior de la fuente del centro comercial. Nuestro objetivo es alcanzar cincuenta dólares en tres rondas, las cuales irán aumentando su dificultad.
Skater Queen (Reina del Patinaje)
El objetivo de este juego es realizar la mayor cantidad de figuras posibles mientras patinamos con Cloe. Estas se pueden realizar tanto en el aire como en el suelo. Para ganar deberemos superar a Cameron, nuestro contrincante, cuya puntuación será mayor en cada ronda que realicemos.
Jungle Chase (Persecución en la Jungla)
Este juego consta de tres rondas en las que tendremos que tratar que Duane, el matón, no nos atrape. Para ello, nos iremos deslizando a través de unas lianas, aunque en cada ronda salir victorioso se hará más complicado.
Pet Grooming (Acicalar a las Mascotas)
Nuestro objetivo en este juego de tres rondas será acicalar con éxito a todas las mascotas que nos aparezcan en pantalla. Para ello podremos utilizar champú, agua, juguetes y huesos, aunque deberemos darnos prisa si queremos acicalar a todos a tiempo.
Face Painting (Maquillaje Facial)
El objetivo de este juego es crear un diseño de maquillaje facial (como mínimo). Para ello podremos escoger a una de nuestras protagonistas y pintarlas como deseemos.
Bead Maker (Hacer Collares)
En este juego debemos crear un collar de cuentas (como mínimo). Podremos escoger entre dos tipos de cuentas distintos para estilizar a nuestras protagonistas.
Total Makeover (Cambio Total de Look)
El objetivo de este juego es probar sobre Nora todas las combinaciones de peinado y ropa que deseemos.
Food Fight (Pelea de Comida)
Este juego consta de tres rondas, y en él deberemos evitar que la comida que unas manos lanzan golpeen a las Bratz Babyz. Para ganar, deberemos lanzar salsa de ketchup y mostaza a los alimentos que son arrojados. 
Run, Nita, Run (Corre, Nita, Corre)
Este juego consta de tres rondas, y en él deberemos mover a Nita por el centro comercial para evitar que sea atrapada por Duane. Para lograr nuestro objetivo podremos retrasar el paso de nuestro enemigo tirando objetos que iremos recogiendo con nuestro carro de la compra. Tenemos varias oportunidades para lograr el juego siendo atrapados, ya que podremos recuperar salud recogiendo botellas por el supermercado. 
Sing It, Girlz!
El objetivo del juego es completar correctamente todas las canciones del karaoke. Para ello deberemos pulsar las teclas asignadas al color de las palabras que aparezcan en pantalla. El límite de fallos es de cinco.

## Juegos de bonificación
Bratz Babyz también contiene una serie de minijuegos:
Top Trumps (Las Mejores Bazas)
El objetivo de este minijuego consiste en reunir todas las cartas “Top Trumps”. Para ello deberemos ir escogiendo distintas categorías de cartas en las que nosotros tengamos un número más alto que el otro jugador, que está controlado por el ordenador. 
Photo Shoot (Sesión de Fotos)
El objetivo de este nivel es tomar fotos de las Bratz Babyz con distintos estilos, indumentarias, decorados y poses. Los resultados podrán verse en la galería de fotos del juego.